# Ellie Reeves
Eleanor Claire Reeves, née le 11 décembre 1980 à Beckenham, est une femme politique du parti travailliste britannique et députée de Lewisham West et Penge. Elle est la sœur d'une députée, Rachel Reeves, et mariée à un autre député, John Cryer.

## Jeunesse
Ellie Reeves est la fille de Graham et Sally Reeves de Lewisham et la sœur de sa collègue député travailliste Rachel Reeves. 
Elle fait ses études à l'école primaire Adamsrill à Sydenham et à l'école secondaire Cator Park (aujourd'hui la Harris Academy Bromley). Elle est titulaire d'un baccalauréat en droit du St Catherine's College, à Oxford. 

## Carrière
Elle est avocate en droit du travail, vice-présidente du parti travailliste de London et est membre du comité exécutif national du mouvement. Elle est élue au parlement aux élections générales de 2017 avec une majorité de 23 000 voix, après avoir été sélectionnée pour les sièges de Lewisham West et Penge détenus par le Labour. Avec Angela et Maria Eagle, Ellie et sa sœur Rachel sont les seules paires de sœurs qui siègent actuellement à la Chambre des communes. 
Le 13 juin 2018, Reeves et cinq autres députés démissionnent de leurs fonctions de frontbenchers du parti travailliste afin de voter en faveur du maintien au sein du marché unique en rejoignant l'Espace économique européen (EEE), en défiant les instructions du parti leur demandant de s'abstenir,.